# Liste bekannter Freimaurer
Die Liste bekannter Freimaurer bildet eine Aufzählung bekannter Persönlichkeiten im Zusammenhang mit der Freimaurerei (wie Logenmitglieder), ohne Anspruch auf Vollständigkeit. Die Auflistung erfolgt alphabetisch.
Die Freimaurerei ist eine international verbreitete Bewegung von zumeist männlichen Initiationsgemeinschaften, die weltweit in verschiedenen Formen existiert. Im Laufe der Geschichte haben einige Mitglieder der Gemeinschaft kein Geheimnis aus ihrer Zugehörigkeit gemacht, während andere ihre Mitgliedschaft nicht öffentlich gemacht haben. Die Mitgliedschaft der in dieser Liste genannten Personen ist entweder direkt dokumentiert oder wird durch Sekundärquellen belegt.

## Liste

### A
- John Abbott (1821–1893), Premierminister von Kanada[1]
- Robert Adam (1728–1792), schottischer Architekt
- Julius Ochs Adler (1892–1955), US-amerikanischer General und Journalist, Redakteur der New York Times[2]
- Dschamal ad-Din al-Afghani (1838–1897), Islamischer Reformer, einer der Schöpfer der Politischen Islams und der Salafismus[3]
- Ignacio Agramonte (1841–1873), kubanischer Politiker und Revolutionär[2]
- Carl Albert (1908–2000), US-amerikanischer Politiker, Sprecher des Repräsentantenhauses[2]
- Nelson W. Aldrich (1841–1915), US-amerikanischer Politiker und langjähriger Senator[2]
- Buzz Aldrin (* 1930), US-amerikanischer Astronaut und zweiter Mensch auf dem Mond[4]
- Miguel Alemán Valdés (1903–1983), Präsident von Mexiko[2]
- Alexander I. (1777–1825), Zar von Russland[2]
- Alexander I. (1889–1934), König von Jugoslawien[5]
- Alexander von Oranien-Nassau (1851–1884), Kronprinz der Niederlande und des Großherzogtums Luxemburg[2]
- Bernardo Soto Alfaro (1854–1931), Präsident von Costa Rica[2]
- Eloy Alfaro (1842–1912), Präsident von Ecuador[2]
- Ethan Allen (1738–1789), General im amerikanischen Unabhängigkeitskrieg[2]
- Salvador Allende (1908–1973), Präsident von Chile[6]
- Carlos María de Alvear (1789–1852), argentinischer Politiker, Militär und Freiheitskämpfer[2]
- Gyula Andrássy (1839–1925), österreichisch-ungarischer Politiker, Außenminister von Österreich-Ungarn[2]
- Roald Amundsen (1872–1928), norwegischer Polarforscher[6]
- Constantin Argetoianu (1871–1955), Premierminister von Rumänien[7]
- Richard Arlen (1899–1976), US-amerikanischer Schauspieler[2]
- Mustafa Kemal Atatürk (1881–1938), Gründer der Republik Türkei[6]
- Johann Jakob Astor (1763–1848), deutschamerikanischer Unternehmer; reichster Mann seiner Zeit in Amerika[1]
- David Rice Atchison (1807–1886), US-amerikanischer Politiker und kurzzeitig Präsident der Vereinigten Staaten[1]
- Berthold Auerbach (1812–1882), deutscher Schriftsteller[8]
- August von Sachsen-Gotha-Altenburg (1747–1806),  Prinz aus der Linie Sachsen-Gotha-Altenburg und Mäzen[9]
- Augustus Frederick, 1. Duke of Sussex (1773–1843), britischer Prinz und Herzog von Sussex[9]
- Stephen F. Austin (1793–1836), Gründer der Republik Texas[2]
- Gene Autry (1907–1998), US-amerikanischer Country-Sänger und Schauspieler[1]

### B
- Karl Friedrich Bahrdt (1741–1792), deutscher Theologe und Schriftsteller[2]
- Josephine Baker (1906–1975), US-amerikanisch-französische Tänzerin, Sängerin, Schauspielerin und Resistancekämpferin[10]
- Michael Bakunin (1814–1876), russischer Revolutionär und Anarchist[11]
- Bernt Balchen (1899–1973), norwegischer Polarforscher, Luftfahrtpionier und US-Colonel[2]
- James Barbour (1775–1842),  Gouverneur von Virginia und US-Kriegsminister[2]
- Frédéric-Auguste Bartholdi (1834–1904), französischer Bildhauer und Maler, Schöpfer der Freiheitsstatue[12]
- Josiah Bartlett (1729–1795), britisch-US-amerikanischer Arzt und Politiker, Unterzeichner der amerikanischen Unabhängigkeitserklärung[2]
- Edmund Barton (1849–1920), erster Premierminister von Australien[2]
- Count Basie (1904–1984), US-amerikanischer Jazz-Pianist, Organist und Bandleader[4]
- Johann Sebastian Bach (1685–1750), deutscher Komponist des Barock[4]
- Eugène de Beauharnais (1781–1824), Vizekönig von Italien[9]
- Pierre Gustave Toutant Beauregard (1818–1893), General der Konföderierten Staaten von Amerika[2]
- Rudolph Zacharias Becker (1752–1822), deutscher Autor, Aufklärer und Theologe
- Johann Beckmann  (1739–1811), deutscher Philosoph und Ökonom, führte den Begriff „Technologie“ ein[2]
- Wallace Beery (1885–1949), US-amerikanischer Schauspieler[2]
- Manuel Belgrano (1770–1820), argentinischer Anwalt, Politiker und General[2]
- Francis Henry Dillon Bell (1851–1936), Premierminister von Neuseeland[2]
- Giovanni Battista Belzoni (1778–1823), italienischer Abenteurer, Pionier der Ägyptologie[2]
- Alexander von Benckendorff (1781–1844), russischer General[2]
- Edvard Beneš (1884–1948), tschechoslowakischer Außenminister und Präsident[13]
- Richard Bedford Bennett (1870–1947), Premierminister von Kanada[1]
- Irving Berlin (1888–1989), US-amerikanischer Komponist und Texter[14]
- Silvio Berlusconi (1936–2023), Ministerpräsident Italiens[15]
- Buffalo Bill (1846–1917), US-amerikanischer Bisonjäger[1]
- Forrest M. Bird (1921–2015), US-amerikanischer Erfinder und Mediziner[1]
- Sveinn Björnsson (1881–1952), erster Präsident Islands[1]
- Antonio Guzmán Blanco (1829–1899), Präsident von Venezuela[2]
- Gebhard Leberecht von Blücher (1742–1819), preußischer Feldmarschall[8]
- Johann Caspar Bluntschli (1808–1881), Schweizer Rechtswissenschaftler und Politiker[6]
- Karlheinz Böhm (1928–2014), österreichischer Schauspieler[6]
- Holger Börner (1931–2006), deutscher Politiker und Ministerpräsident von Hessen[8]
- Jérôme Bonaparte (1784–1860), französischer General und König von Westphalen, Bruder von Napoleon[13]
- Joseph Bonaparte (1768–1844), König von Spanien, Bruder von Napoleon[13]
- Louis Bonaparte (1778–1846), König von Holland, Bruder von Napoleon[13]
- Napoleon Bonaparte (1769–1821), Kaiser der Franzosen (Stand der Freimaurerei nahe)[16]
- Napoléon Joseph Charles Paul Bonaparte (1822–1891), französischer General
- Omar Bongo (1935–2009), Präsident von Gabun[17]
- Nicolas de Bonneville (1760–1828), Publizist und Schriftsteller[2]
- Simón Bolívar (1783–1830), südamerikanischer Unabhängigkeitskämpfer[4]
- Edwin T. Booth (1833–1893), US-amerikanischer Schauspieler, Bruder von John Wilkes Booth, dem Mörder Abraham Lincolns[2]
- Robert Borden (1854–1937), Premierminister von Kanada[1]
- Gutzon Borglum (1871–1941), US-amerikanischer Maler und Bildhauer[2]
- Ernest Borgnine (1917–2012), US-amerikanischer Schauspieler[8]
- Ignaz von Born (1742–1791), österreichischer Mineraloge, Geologe und Malakologe
- Louis-Philippe II. Joseph de Bourbon (1747–1793), Herzog von Orléans[2]
- Jean-Pierre Boyer (1776–1850), Präsident von Haiti[2]
- Mackenzie Bowell (1823–1917), Premierminister von Kanada[1]
- John C. Breckinridge (1821–1875), Vizepräsident der Vereinigten Staaten, General der Konföderierten Staaten[2]
- Anders Behring Breivik (* 1979), norwegischer rechtsextremistischer Massenmörder[18]
- Nicolás Bravo (1790–1854), Präsident von Mexiko[9]
- Dimitrie Brătianu (1818–1892), Premierminister von Rumänien[7]
- Ion C. Brătianu (1821–1891), Premierminister von Rumänien[7]
- Aristide Briand (1862–1932), Premierminister von Frankreich
- John Brown (1800–1859), US-amerikanischer Abolitionist[1]
- James Broun-Ramsay (1812–1860), britischer Politiker und Generalgouverneur von Britisch-Indien
- Avery Brundage (1887–1975), US-amerikanischer Sportfunktionär und Präsident des IOC[1]
- William Jennings Bryan (1860–1925), US-Außenminister[2]
- James Buchanan (1791–1868), Präsident der Vereinigten Staaten[1]
- Robert Burns (1759–1796), schottischer Dichter und Texter[1]
- Edmund Burke (1729–1797), Staatsphilosoph und Politiker[1]
- Aaron Burr (1756–1836), US-amerikanischer Politiker, dritter Vizepräsident der Vereinigten Staaten[4]
- Vannevar Bush (1890–1974), US-amerikanischer Ingenieur und Analogrechner-Pionier[19]
- Anastasio Bustamante (1780–1853), Präsident von Mexiko[2]
- Richard Evelyn Byrd (1888–1957), US-amerikanischer Polarforscher und Admiral[1]

### C
- Roberto Calvi (1920–1982), italienischer Banker[20]
- Simon Cameron (1799–1889), US-amerikanischer Politiker, Kriegsminister der Nordstaaten während des Sezessionskriegs
- Lázaro Cárdenas del Río (1895–1970), Präsident von Mexiko
- Giosuè Carducci (1835–1907), italienischer Dichter und Redner, Nobelpreisträger für Literatur[2]
- Carl August (1757–1828), Herzog von Sachsen-Weimar-Eisenach
- Carol II. (1893–1953), König von Rumänien
- Kit Carson (1809–1868), US-amerikanischer Pionier und Trapper[2]
- Giacomo Casanova (1725–1798), italienischer Abenteurer, Schriftsteller und Unterhaltungskünstler[8]
- Otto Caspari (1841–1917), deutscher Philosoph und Historiker[8]
- Lewis Cass (1782–1866), US-amerikanischer Militäroffizier, Politiker und US-Außenminister[2]
- Camillo Benso von Cavour (1810–1861), erster Premierminister Italiens[13]
- Miguel Juárez Celman (1844–1909), Präsident von Argentinien[2]
- Marc Chagall (1887–1985), belarussisch-französischer Maler[1]
- Adelbert von Chamisso (1781–1838), deutscher Naturforscher und Dichter[2]
- Chiang Kai-shek (1887–1975), chinesischer Politiker, diktatorisch regierender Präsident der Republik China[13]
- Christian VII. (1749–1808), König von Dänemark und Norwegen[2]
- Christian VIII. (1786–1848), König von Dänemark und Norwegen[2]
- Christian IX. (1818–1906), König von Dänemark[2]
- Christian X. (1870–1947), König von Dänemark und Island[2]
- Christian von Hessen-Darmstadt (1763–1834), Landgraf aus dem Haus Hessen-Darmstadt und niederländischer General[2]
- Clemens August von Bayern (1700–1766), Erzbischof von Köln[2]
- Walter Chrysler (1875–1940), US-amerikanischer Unternehmer, Gründer der Chrysler Corporation[4]
- Winston Churchill (1874–1965), Premierminister des Vereinigten Königreichs und Literaturnobelpreisträger[6]
- André Citroën (1878–1935), französischer Unternehmer, Gründer von Citroën[1]
- William Clark (1770–1838), US-amerikanischer Soldat und Entdecker, Mitglied der Lewis-und-Clark-Expedition[4]
- Matthias Claudius (1740–1815), deutscher Dichter, Journalist und Lyriker[8]
- Samuel Colt (1814–1862), US-amerikanischer Erfinder des Colt-Perkussionsrevolver[8]
- Émile Combes (1835–1921), Premierminister von Frankreich
- Charles Cornwallis (1738–1805), britischer General, Generalgouverneur von Indien[2]
- Richard Coudenhove-Kalergi (1894–1972), österreichischer Schriftsteller, Politiker und Gründer der Paneuropa-Bewegung[13]
- Joaquín Crespo (1845–1898), Präsident von Venezuela[2]
- Francesco Crispi (1819–1901), Premierminister Italiens[2]
- Davy Crockett (1786–1836), US-amerikanischer Politiker und Kriegsheld[4]
- Charles Joseph de Croix (1733–1798), österreichischer Feldmarschall[8]
- Aleister Crowley (1875–1947), britischer Okkultist, Gründer der Religion Thelema[21]

### D
- George M. Dallas (1792–1864), Vizepräsident der Vereinigten Staaten[2]
- Georges Danton (1759–1794), französischer Rechtsanwalt und Revolutionär[8]
- Erasmus Darwin (1732–1802), britischer Dichter, Botaniker und Arzt und Gründer der Royal Society[22]
- Thomas Davenport (1802–1851), US-amerikanischer Erfinder des Elektromotors[2]
- John W. Davis (1873–1955), US-amerikanischer Politiker, Diplomat und Jurist, US-Präsidentschaftskandidat 1924[2]
- Henry Dearborn (1751–1829), US-amerikanischer Arzt, Politiker und Offizier, US-Kriegsminister[2]
- Élie Decazes (1780–1860), französischer Ministerpräsident unter Ludwig XVIII.[8]
- Thomas Dehler (1897–1967), deutscher Politiker, Bundesjustizminister und Vizepräsident des Bundestags[8]
- Süleyman Demirel (1924–2015), Präsident der Türkei[23]
- Jack Dempsey (1895–1983), US-amerikanischer Boxer[4]
- Santiago Derqui (1809–1867), Präsident von Argentinien[9]
- John Theophilus Desaguliers (1683–1744), französischer Naturphilosoph, Wissenschaftler und Erfinder[2]
- Thomas E. Dewey (1902–1971), Gouverneur von New York und zweimaliger Präsidentschaftskandidat[2]
- Porfirio Díaz (1830–1915), Präsident von Mexiko[2]
- Denis Diderot (1713–1784), französischer Schriftsteller und Philosoph[2]
- John Diefenbaker (1895–1979), Premierminister von Kanada[1]
- Charles Dickens (1812–1870), britischer Schriftsteller[2]
- John Dickinson (1732–1808), US-amerikanischer Politiker und einer der Gründervater der Vereinigten Staaten[2]
- Richard Dix (1893–1949), US-amerikanischer Film- und Theaterschauspieler sowie Filmproduzent[2]
- Bob Dole (1923–2021), US-amerikanischer Politiker und Präsidentschaftskandidat 1996[1]
- Wilhelm Ludwig Viktor Henckel von Donnersmarck (1775–1849), preußischer Generalleutnant
- Paul Doumer (1857–1932), Präsident von Frankreich[2]
- Arthur Conan Doyle (1859–1930), britischer Arzt und Schriftsteller, Erfinder der Figur Sherlock Holmes[24]
- Edwin L. Drake (1819–1880), US-amerikanischer Pionier der Erdölindustrie[9]
- Richard Dreyfuss (* 1947), US-amerikanischer Schauspieler[25]
- Juan Pablo Duarte (1813–1876), Unabhängigkeitsführer in der Dominikanischen Republik
- W. E. B. Du Bois (1868–1963), US-amerikanischer Bürgerrechtler[2]
- John Boyd Dunlop (1840–1921), britischer Tierarzt und Erfinder[2]
- Henry Dunant (1828–1910), Schweizer Geschäftsmann, Initiator der Rotkreuz-Bewegung[6]

### E
- Eduard VII. (1841–1910), König des Vereinigten Königreichs Großbritannien und Irland[8]
- Eduard VIII. (1894–1972), König des Vereinigten Königreiches[8]
- Edward, Duke of York and Albany (1739–1767), Herzog von York[26]
- Edward, Duke of Kent and Strathearn (1767–1820), Herzog von Kent[26]
- Gustave Eiffel (1832–1923), französischer Ingenieur und Erbauer des Eiffelturms[8]
- Donn Eisele (1930–1987), US-amerikanischer Astronaut[19]
- William Ellery (1727–1820), US-amerikanischer Gründervater[26]
- Duke Ellington (1899–1974), US-amerikanischer Jazzpianist und Komponist[27]
- Oliver Ellsworth (1745–1807), US-amerikanischer Jurist und Politiker, Verfasser der Unabhängigkeitserklärung der Vereinigten Staaten und dritter Chief Justice of the United States[26]
- John Elway (* 1960), US-amerikanischer American-Football-Spieler und -Funktionär[4]
- Ernst II. (1818–1893), Herzog von Sachsen-Coburg und Gotha[26]
- Ernst Ludwig II. (1745–1804), Herzog von Sachsen-Coburg und Gotha[26]
- Ernst August I. (1771–1851), König von Hannover[26]
- Ernst zu Mecklenburg (1742–1785), königlich großbritannisch-kurbraunschweig-lüneburgischer Offizier[26]
- George Everest (1790–1866), britischer Geodät und Offizier, Namensgeber des Mount Everest[8]
- Medgar Evers (1925–1963), US-amerikanischer Bürgerrechtler[4]

### F
- Eberhard Faber (1822–1897), deutscher Unternehmer, Gründer von Faber-Castell[28]
- Arthur Fadden (1894–1973), Premierminister von Australien[29]
- Charles W. Fairbanks (1852–1918), Vizepräsident der Vereinigten Staaten[26]
- Douglas Fairbanks senior (1883–1939), US-amerikanischer Schauspieler[12]
- Juan Crisóstomo Falcón (1820–1870), Präsident von Venezuela[26]
- Félix Faure (1841–1899), Präsident von Frankreich[2]
- Ferdinand von Braunschweig-Wolfenbüttel (1721–1792), preußischer Generalfeldmarschall[26]
- Louis Ferdinand von Preußen (1772–1806), preußischer Prinz, Feldherr, Komponist und Pianist[8]
- Enrico Fermi (1901–1954), Italienisch-US-amerikanischer Kernphysiker und Nobelpreisträger[13]
- Francesc Ferrer i Guàrdia (1859–1909), spanischer Freidenker, Anarchist und Pädagoge[26]
- Jules Ferry (1832–1893), Premierminister Frankreichs[26]
- Johann Gottlieb Fichte (1762–1814), deutscher Philosoph[26]
- Geoffrey Fisher (1887–1972), Erzbischof von Canterbury
- Alexander Fleming (1881–1955), britischer Bakteriologe und Nobelpreisträger, Erfinder von Penicilline[24]
- Gerald Ford (1913–2006), Präsident der Vereinigten Staaten[4]
- Glenn Ford (1916–2006), kanadisch-US-amerikanischer Schauspieler[1]
- Henry Ford (1863–1947), US-amerikanischer Erfinder, Gründer der Ford Motor Company[6]
- Benjamin Franklin (1706–1790), US-amerikanischer amerikanischer Drucker, Verleger, Schriftsteller, Naturwissenschaftler, Erfinder und Staatsmann[4]
- Franz I. Stephan (1708–1765), Herzog von Lothringen und Bar, Großherzog der Toskana und Kaiser des Heiligen Römischen Reiches[8]
- Joe Frazier (1944–2011), US-amerikanischer Boxer[30]
- Alfred Hermann Fried (1864–1921), österreichischer Pazifist, Publizist und Friedensnobelpreisträger[13]
- Adolf Friedrich (1710–1771), König von Schweden[31]
- Adolf Friedrich IV. (1738–1794), Herzog zu Mecklenburg[32]
- Friedrich II. (1712–1786), König von Preußen[8]
- Friedrich III. (1831–1888), König von Preußen und Deutscher Kaiser[8]
- Friedrich VII. (1808–1863), König von Dänemark[26]
- Friedrich VIII. (1843–1912), König von Dänemark[26]
- Friedrich von Hessen-Kassel, (1747–1837), Prinz von Hessen-Kassel[26]
- Friedrich von Oranien-Nassau (1797–1881), niederländischer Prinz[26]
- Friedrich von Württemberg (1754–1816), König von Württemberg[26]
- Friedrich Wilhelm II. (1744–1797), König von Preußen[26]
- Karl Wilhelm Friedrich (1736–1806), Markgraf von Brandenburg-Ansbach[32]
- Jonas Furrer (1805–1861), erster Bundespräsident der Schweiz[6]

### G
- Clark Gable (1901–1960), US-amerikanischer Schauspieler[8]
- Petar Gabrowski (1898–1945), Premierminister von Bulgarien[33]
- James Gadsden (1788–1858), US-amerikanischer Diplomat und Offizier[26]
- Juan Manuel Gálvez Durón (1887–1972), Präsident von Honduras[26]
- Leon Gambetta (1838–1882), Premierminister Frankreichs[26]
- Calixto García (1839–1898), kubanischer Unabhängigkeitsführer[26]
- Federico García Lorca (1898–1936), spanischer Autor[34]
- Gerald Brosseau Gardner (1884–1964), englischer Kolonialbeamter, Autor, Okkultist und der Begründer der Wicca-Religion[1]
- James A. Garfield (1831–1881), Präsident der Vereinigten Staaten[1]
- Giuseppe Garibaldi (1807–1882), Einiger Italiens im Risorgimento[1]
- Licio Gelli (1919–2015), italienischer Unternehmer
- Georg I. (1845–1913), Prinz von Dänemark und König von Griechenland[26]
- Georg II. (1890–1947), König von Griechenland[26]
- Georg V. (1819–1878), König von Hannover[26]
- Georg VI. (1895–1952), König des Vereinigten Königreichs[24]
- George, 1. Duke of Kent (1902–1942), Mitglied der britischen Königsfamilie[26]
- Georg Ludwig von Schleswig-Holstein-Gottorf (1710–1763), preußischer Generalleutnant sowie kaiserlich russischer Generalfeldmarschall[26]
- Elbridge Gerry (1744–1814), Unterzeichner der US-Unabhängigkeitserklärung, Gouverneur von Massachusetts sowie Vizepräsident der Vereinigten Staaten[26]
- Ion Ghica (1816/17–1897), Premierminister von Rumänien[7]
- Alberto Giacometti (1901–1966), Schweizer Künstler und Bildhauer[6]
- Edward Gibbon (1737–1794), britischer Historiker[1]
- King Camp Gillette (1855–1932), US-amerikanischer Unternehmer, Erfinder der Rasierklinge[8]
- Stephen Girard (1750–1831), US-amerikanischer Kaufmann und Philanthrop, einer der reichsten Amerikaner seiner Zeit[26]
- John Glenn (1921–2016), US-amerikanischer Astronaut und Politiker[4]
- August von Goethe (1789–1830), Sohn von Johann Wolfgang von Goethe[26]
- Johann Wolfgang von Goethe (1749–1832), deutscher Dichter, Dramatiker, Naturforscher und Politiker[35]
- Octavian Goga (1881–1938), Premierminister von Rumänien[7]
- Barry Goldwater (1909–1998), US-amerikanischer Politiker und Präsidentschaftskandidat 1964[1]
- Manuel González (1833–1893), Präsident von Mexiko[26]
- John Gorton (1911–2002), Premierminister von Australien[36]
- Adolphus Greely (1844–1935), US-amerikanischer Offizier und Polarforscher
- Al Green (* 1946), US-amerikanischer Sänger und Prediger[37]
- Jules Grévy (1807–1891), Präsident von Frankreich
- Alexander Sergejewitsch Gribojedow (1795–1829), russischer Diplomat und Dramatiker[26]
- Gus Grissom (1926–1967), US-amerikanischer Astronaut
- Vicente Guerrero (1783–1831), Präsident von Mexiko[26]
- Joseph-Ignace Guillotin (1738–1814), französischer Arzt und Politiker[1]
- Gustav III. (1746–1792), König von Schweden[26]
- Gustav V. (1858–1950), König von Schweden[26]
- James Guthrie (1792–1869), US-Finanzminister[26]
- Tomás Guardia Gutiérrez (1832–1882), Präsident von Costa Rica[26]

### H
- Haakon VII. (1872–1957), König von Norwegen[26]
- Samuel Hahnemann (1755–1843), deutscher Arzt und Begründer der Homöopathie[26]
- Nathan Hale (1755–1776), US-amerikanischer Lehrer, Offizier und Unabhängigkeitsführer[26]
- Alex Haley (1921–1992), US-amerikanischer Schriftsteller und Bürgerrechtler[4]
- Lyman Hall (1724–1790), US-amerikanischer Politiker und einer der Gründerväter der Vereinigten Staaten[26]
- Manly Palmer Hall (1901–1990), kanadischer Autor und Mystiker[1]
- Prince Hall (1748–1807), Begründer der Freimaurerei für Schwarze in den Vereinigten Staaten[26]
- Dag Hammarskjöld (1905–1961), schwedischer Politiker, zweiter UN-Generalsekretär[38]
- Lionel Hampton (1908–2002), US-amerikanischer Jazzmusiker[39]
- John Hancock (1737–1793), Präsident des Kontinentalkongresses und erster Unterzeichner der Amerikanischen Unabhängigkeitserklärung[8]
- Harald von Dänemark (1876–1949), dänischer Prinz[26]
- Karl August von Hardenberg (1750–1822), preußischer Staatsmann und Reformer[8]
- Warren G. Harding (1865–1923), Präsident der Vereinigten Staaten[1]
- Oliver Hardy (1892–1957), US-amerikanischer Komiker und Filmschauspieler[8]
- Joseph Haydn (1732–1809), österreichischer Komponist[1]
- Isaac Israel Hayes (1832–1881), US-amerikanischer Arzt und Polarforscher[26]
- Heinrich Heine (1797–1856), Dichter und Publizist[6]
- Heinrich von Preußen (1726–1802), preußischer Feldherr[8]
- Johann Gottfried Herder (1744–1803), deutscher Schriftsteller, Übersetzer, Theologe und Philosoph[40]
- Andrew Henry (1775–1833), US-amerikanischer Entdecker und Pelzhändler, Mitbegründer der Rocky Mountain Fur Company[26]
- Joseph Hewes (1730–1779), britisch-amerikanischer Geschäftsmann und einer der Gründerväter der Vereinigten Staaten[26]
- James Hoban (1762–1831), irisch-amerikanischer Architekt, entwarf das Weiße Haus[26]
- Wilhelm Hofmeister (1824–1877), deutscher Musikalienhändler, Botaniker und Universitätsprofessor
- William Hogarth (1697–1764), englischer Maler und Graphiker[24]
- Keith Holyoake (1904–1983), Premierminister von Neuseeland
- J. Edgar Hoover (1895–1972), Begründer und Direktor des Federal Bureau of Investigation[4]
- Harry Houdini (1874–1926), ungarisch-US-amerikanischer Entfesselungs- und Zauberkünstler[4]
- Jean-Antoine Houdon (1741–1828), französischer Bildhauer
- Sam Houston (1793–1863), US-amerikanischer Politiker und General, erster Präsident der Republik Texas[1]
- William Howley (1766–1848), englischer Geistlicher, Bischof von London und Erzbischof von Canterbury
- Alexander von Humboldt (1769–1859), deutscher Forschungsreisender[8]
- Johann Nepomuk Hummel (1778–1837), österreichischer Komponist und Pianist[8]
- Karl Gotthelf von Hund und Altengrotkau (1722–1776), deutscher Adeliger[26]
- Camille Huysmans (1871–1968), Premierminister von Belgien[41]

### I
- Hatoyama Ichirō (1883–1959), Premierminister von Japan[42]
- August Wilhelm Iffland (1759–1814), deutscher Schauspieler, Theaterdirektor und Dramatiker[8]
- Karl Immermann (1796–1840), deutscher Schriftsteller, Lyriker und Dramatiker[8]
- Agustín de Iturbide (1783–1824), Kaiser von Mexiko[26]
- Henry Irving (1838–1905), britischer Schauspieler[1]
- James Irwin (1930–1991), US-amerikanischer Astronaut, achter Mensch auf dem Mond[8]
- Burl Ives (1909–1995), US-amerikanischer Folk-Sänger, Autor und Schauspieler[1]

### J
- Andrew Jackson (1767–1845), Präsident der Vereinigten Staaten[1]
- Jesse Jackson (* 1941), US-amerikanischer Baptistenpastor, Politiker und Bürgerrechtler[43]
- Heinrich Eduard Jacob (1889–1967), deutschamerikanischer Journalist und Schriftsteller[8]
- John Jay (1745–1829), US-amerikanischer Politiker und Jurist, erster Chief Justice of the United States[26]
- Jamsetjee Jejeebhoy (1783–1859), britisch-indischer Geschäftsmann, Philanthrop und Adliger[26]
- Joseph Jefferson (1829–1905), US-amerikanischer Bühnenschauspieler[26]
- John Jeffries (1744–1819), US-amerikanischer Arzt und Luftfahrtpionier[26]
- Edward Jenner (1749–1823), englischer Arzt und Entdecker der Pockenschutzimpfung[4]
- Albert S. Johnston (1803–1862), Offizier der Konföderierten im amerikanischen Bürgerkrieg[26]
- Andrew Johnson (1808–1975), Präsident der Vereinigten Staaten[1]
- Hiram Johnson (1866–1945), US-amerikanischer Politiker und Gouverneur von Kalifornien[26]
- Jack Johnson (1878–1946), US-amerikanischer Boxer[44]
- Lyndon B. Johnson (1908–1973), Präsident der Vereinigten Staaten[1]
- Richard M. Johnson (1780–1850), Vizepräsident der Vereinigten Staaten[26]
- Al Jolson (1886–1950), US-amerikanischer Sänger und Entertainer
- Anson Jones (1798–1858), Präsident der Republik Texas[26]
- Buck Jones (1889–1942), US-amerikanischer Schauspieler[26]
- John Paul Jones (1747–1792), Begründer der US Navy[26]
- Charles Étienne Jordan (1700–1744), Prediger, Gelehrter und Berater Friedrichs des Großen[8]
- Slobodan Jovanović (1869–1958), Premierminister der königlichen jugoslawischen Exilregierung[5]
- Benito Juárez (1806–1872), Präsident von Mexiko[8]

### K
- Johann von Kalb (1721–1780), deutsch-amerikanischer General während der Amerikanischen Revolution[32]
- Abd el-Kader (1807–1883), algerischer Freiheitskämpfer[31]
- Kalākaua (1836–1891), König von Hawaii[1]
- Elisha Kent Kane (1820–1857), US-amerikanischer Forscher, Entdecker und Arzt[32]
- Karl II. (1741–1816), Herzog zu Mecklenburg[32]
- Karl XIII. (1748–1818), König von Schweden und König von Norwegen[2]
- Karl XIV. Johann (1764–1855), französischer General und König von Schweden und Norwegen[2]
- Karl XV. (1826–1872), König von Schweden und Norwegen[2]
- Karl von Hessen-Kassel (1744–1836), hessischer Adliger, Statthalter von Schleswig-Holstein[32]
- Philipp Christoph Kayser (1755–1823), deutscher Komponist, Musiker und Dichter[8]
- Ferenc Kazinczy (1759–1831), ungarischer Schriftsteller und Sprachreformer
- Edmund Kean (1782–1833), britischer Schauspieler[8]
- Harry Kellar (1849–1922), US-amerikanischer Zauberkünstler[32]
- François-Christophe Kellermann (1735–1820), französischer Offizier in der Zeit der Revolutionskriege und Maréchal d’Empire[32]
- Frank Billings Kellogg  (1856–1937), US-Außenminister und Friedensnobelpreisträger[8]
- Alexander Fjodorowitsch Kerenski (1881–1970), russischer Revolutionär und Ministerpräsident der Provisorischen Regierung[32]
- Habibullah Khan (1872–1919), Emir von Afghanistan[45]
- William R. King (1786–1853), Vizepräsident der Vereinigten Staaten[32]
- Rudyard Kipling (1865–1936), britischer Schriftsteller und Dichter[24]
- Herbert Kitchener (1850–1916), britischer Feldmarschall und Politiker, Kriegsminister während des Ersten Weltkriegs[1]
- Georg Klapka (1820–1892), ungarischer General während der Zeit der Ungarischen Revolution 1848/1849.
- Friedrich Maximilian Klinger (1758–1831), deutscher Dichter[8]
- Friedrich Gottlieb Klopstock (1724–1803), deutscher Autor und Dichter[8]
- Adolph Knigge (1752–1796), deutscher Schriftsteller und Forscher[8]
- Henry Knox (1750–1806), US-amerikanischer Buchhändler, oberster Artillerieoffizier der Kontinentalarmee, erster US-Kriegsminister[32]
- Mihail Kogălniceanu (1817–1891), Premierminister von Rumänien[7]
- Lajos Kossuth (1802–1894), ungarischer Politiker und Nationalheld[32]
- August von Kotzebue (1761–1819), deutscher Rechtsanwalt und Dichter[8]
- Karl Christian Friedrich Krause (1781–1832), deutscher Philosoph, Schöpfer des Panentheismus[32]
- Samuel H. Kress (1863–1955), US-amerikanischer Geschäftsmann, Kunstsammler und Mäzen
- Otto Kruger (1885–1974), US-amerikanischer Schauspieler[46]

### L
- Adrien Lachenal (1849–1918), Bundespräsident der Schweiz[47]
- Carl Laemmle (1867–1939), deutsch-amerikanischer Filmproduzent, Gründer von Universal Pictures[32]
- Marie-Joseph Motier, Marquis de La Fayette (1757–1834), französischer General und Politiker[1]
- Henri La Fontaine (1854–1943), belgischer Jurist, Politiker und Friedensnobelpreisträger[32]
- Fiorello La Guardia (1882–1947), US-amerikanischer Politiker[32]
- Bert Lahr (1895–1967), US-amerikanischer Schauspieler[46]
- Jérôme Lalande (1732–1807), französischer Mathematiker und Astronom[32]
- Mirabeau B. Lamar (1798–1859), Präsident der Republik Texas[32]
- Alf Landon (1887–1987), US-amerikanischer Geschäftsmann und Politiker, Präsidentschaftskandidat 1936[32]
- Henry Lascelles, 6. Earl of Harewood (1882–1947), britischer Offizier und Adliger
- José P. Laurel (1891–1959), Präsident der Philippinen
- Henry Laurens (1724–1792), US-amerikanischer Revolutionär, dritter Präsident des zweiten Kontinentalkongresses[32]
- Henry Lee III (1756–1818), US-amerikanischer Kavallerieoffizier während des Unabhängigkeitskriegs und Gouverneur von Virginia, Vater von Robert Edward Lee[32]
- Richard Henry Lee (1732–1794), sechster Präsident des Kontinentalkongresses, Unterzeichner der Verfassung der Vereinigten Staaten[32]
- Leopold I. (1790–1865), König der Belgier[48]
- Gotthold Ephraim Lessing (1729–1781), deutscher Dichter[1]
- Éliphas Lévi (1810–1875), französischer Magier und Okkultist[1]
- Frank Leslie (1821–1880), englischer Graveur, Drucker und Verleger[32]
- Wilhelm Leuschner (1890–1944), deutscher Gewerkschafter und Politiker[14]
- Meriwether Lewis (1774–1809), US-amerikanischer Soldat und Entdecker, Mitglied der Lewis-und-Clark-Expedition[4]
- Morgan Lewis (1754–1844), US-amerikanischer Jurist, Politiker und General[32]
- Charles-Joseph de Ligne (1735–1814), belgisch-österreichischer Feldmarschall, Diplomat und Schriftsteller[8]
- Elmo Lincoln (1889–1952), US-amerikanischer Schauspieler
- Charles Lindbergh (1902–1974), US-amerikanischer Luftfahrtpionier[4]
- Peter Joseph von Lindpaintner (1791–1856), deutscher Komponist und Dirigent[8]
- Arvid Lindman (1862–1936), Ministerpräsident von Schweden[32]
- Thomas Lipton (1850–1931), britischer Händler und Schöpfer der Teemarke Lipton
- Joseph Lister (1827–1912), britischer Mediziner, Vater der antiseptischen Chirurgie
- Franz Liszt (1811–1886), ungarischer Komponist und Pianist[1]
- Edward Livingston (1764–1836), US-amerikanischer Jurist und Politiker, Außenminister der USA[32]
- Carl Loewe (1796–1869), deutscher Komponist[13]
- Felix Graf von Luckner (1881–1966), deutscher Seefahrer und Schriftsteller[14]

### M
- Douglas MacArthur (1880–1964), US-amerikanischer General, Oberbefehlshaber im Pazifikkrieg[1]
- John Macdonald (1815–1891), erster Premierminister von Kanada[1]
- Gerardo Machado (1871–1939), kubanischer Präsident und Diktator[32]
- Rowland Hussey Macy (1822–1877), US-amerikanischer Unternehmer und Gründer von Macy’s[1]
- Francisco Madero (1873–1913), Präsident von Mexiko[32]
- José María Castro Madriz (1818–1893), Präsident von Costa Rica[32]
- John Bankhead Magruder (1810–1871), US-amerikanischer Militär[32]
- Siegfried August Mahlmann (1771–1826), deutscher Schriftsteller und Verleger
- Jean Paul Marat (1744–1793), Politiker und Journalist in der Französischen Revolution[13]
- George C. Marshall (1880–1959), US-amerikanischer General, Diplomat und Friedensnobelpreisträger, Schöpfer des Marshallplans[8]
- John Marshall (1755–1835), US-Außenminister und Chief Justice of the United States[32]
- Thomas R. Marshall (1854–1925), Vizepräsident der Vereinigten Staaten[32]
- Thurgood Marshall (1908–1993), US-amerikanischer Jurist und Bürgerrechtler, Richter am Obersten Gerichtshof der USA[4]
- José Martí (1853–1895), kubanischer Schriftsteller und Nationalheld[32]
- Maximiliano Hernández Martínez (1882–1966), Präsident von El Salvador[32]
- Harpo Marx (1888–1964), US-amerikanischer Komiker und Schauspieler[1]
- Tomáš Garrigue Masaryk (1850–1937), Gründer und erster Staatspräsident der Tschechoslowakei[8]
- Louis B. Mayer (1884–1957), US-amerikanischer Filmproduzent, Leiter von Metro-Goldwyn-Mayer[8]
- Giuseppe Mazzini (1805–1872), italienischer Jurist und wichtige Figur des Risorgimento[1]
- Maximilian I. Joseph (1756–1825), König von Bayern[8]
- Maximilian Wilhelm von Braunschweig und Lüneburg (1666–1726), deutscher Soldat, Prinz von Braunschweig-Lüneburg und kaiserlicher Feldmarschall[9]
- James McHenry (1753–1816), amerikanischer Gründervater und US-Kriegsminister[32]
- Thomas McKean (1734–1817), Unterzeichner der US-Unabhängigkeitserklärung und Offizier der Kontinentalarmee[32]
- William McKinley (1843–1901), Präsident der Vereinigten Staaten[49]
- Meletios (1871–1935), griechisch-orthodoxer Patriarch von Alexandrien[50]
- Étienne-Nicolas Méhul (1763–1817), französischer Komponist[8]
- Andrew W. Mellon (1855–1937), US-amerikanischer Bankier und US-Finanzminister[32]
- Robert Menzies (1894–1978), Premierminister von Australien[36]
- Franz Anton Mesmer (1734–1815), deutscher Arzt, Begründer des Mesmerismus[32]
- Antonio Meucci (1808–1889), italienisch-amerikanischer Erfinder des Telefons[1]
- Giacomo Meyerbeer (1791–1864), deutscher Komponist und Dirigent[32]
- Michael of Kent (* 1942), britischer Adliger, Mitglied der königlichen Familie
- Albert Abraham Michelson (1852–1931), US-amerikanischer Physiker und Nobelpreisträger[8]
- Francisco Javier Mina (1789–1817), mexikanischer Unabhängigkeitskämpfer[32]
- Sherman Minton (1890–1965), Richter am Obersten Gerichtshof der Vereinigten Staaten[8]
- Edgar Mitchell (1930–2016), US-amerikanischer Astronaut, sechster Mensch auf dem Mond[19]
- Bartolomé Mitre (1821–1906), Präsident von Argentinien[32]
- Tom Mix (1880–1940), US-amerikanischer Filmschauspieler, Regisseur und Produzent[32]
- Hal Mohr (1894–1974), US-amerikanischer Kameramann[32]
- José Tadeo Monagas (1784–1868), venezolanischer Unabhängigkeitskämpfer und Präsident von Venezuela[32]
- Gebrüder Montgolfier, Erfinder des Heißluftballon[22]
- James Monroe (1758–1831), Präsident der Vereinigten Staaten[1]
- Charles de Secondat, Baron de Montesquieu (1689–1755), französischer Schriftsteller und Staatsphilosoph[1]
- José Francisco Morazán Quezada (1799–1842), Präsident der Zentralamerikanische Konföderation[32]
- Jean-Victor Moreau (1763–1813), französischer Revolutionsgeneral[32]
- Daniel Morgan (1736–1802), US-amerikanischer Pionier, Soldat und Kongressabgeordneter[32]
- Henry Morgenthau (1891–1967), US-Finanzminister[32]
- Karl Philipp Moritz (1756–1793), deutscher Schriftsteller[32]
- Robert Morris (1734–1806), britisch-US-amerikanischer Händler, einer der Gründerväter der USA[32]
- Alexander Mountbatten, 1. Marquess of Carisbrooke (1886–1960), britischer Offizier der Royal Navy und Peer[2]
- Leopold Mozart (1719–1787), deutscher Komponist der Wiener Klassik[8]
- Wolfgang Amadeus Mozart (1756–1791), Musiker und Komponist aus Salzburg[6]
- Frederick Muhlenberg (1750–1801), erster Sprecher des Repräsentantenhauses der USA[32]
- Joachim Murat (1767–1815), französischer Feldherr, König von Neapel und Marschall von Frankreich[32]
- Napoléon Lucien Murat (1803–1878), französischer Politiker[32]

### N
- Conrad Nagel (1897–1970), US-amerikanischer Filmschauspieler und Präsident der Academy of Motion Picture Arts and Sciences[32]
- Napoleon III. (1808–1873), Kaiser von Frankreich[32]
- Johann Gottlieb Naumann (1741–1801), deutscher Komponist[8]
- Christian Gottlob Neefe (1748–1798), deutscher Komponist[8]
- Horatio Nelson (1758–1805), britischer Admiral[1]
- Samuel Nelson (1792–1873), Richter am Obersten Gerichtshof der Vereinigten Staaten[8]
- Thomas Nelson junior (1738–1789), britisch-amerikanischer Politiker; Unterzeichner der Unabhängigkeitserklärung der USA[32]
- Jawaharlal Nehru (1889–1964), erster Ministerpräsident Indiens[6]
- Harry S. New (1858–1937), US-amerikanischer Politiker[8]
- Michel Ney (1769–1815),  französischer Offizier in der Zeit der Revolutionskriege, Maréchal d’Empire[32]
- Friedrich Nicolai (1733–1811), deutscher Verleger und Schriftsteller[32]
- Kwame Nkrumah (1909–1972), erster Präsident Ghanas[51]

### O
- José María Obando (1795–1861), Präsident von Neugranada[52]
- Mihailo Obrenović (1823–1868), Fürst von Serbien[5]
- Daniel O’Connell (1775–1847), irischer Freiheitskämpfer[1]
- Juan O’Donojú (1762–1821), Vizekönig von Neuspanien[32]
- Aaron Ogden (1756–1839), US-amerikanischer Senator und Gouverneur von New Jersey[32]
- James Oglethorpe (1696–1785), britischer General, Gründer der Kolonie Georgia[32]
- Bernardo O’Higgins (1778–1842), südamerikanischer Unabhängigkeitskämpfer, Diktator von Chile[53]
- Ransom Eli Olds (1864–1950), US-amerikanischer Automobilunternehmer[8]
- Shaquille O’Neal (* 1972), US-amerikanischer Basketballspieler[1]
- Harry Oppenheimer (1908–2000), südafrikanischer Geschäftsmann[54]
- José María Orellana Pinto (1872–1926), Präsident von Guatemala[32]
- Hans Christian Ørsted (1777–1851), dänischer Physiker und Chemiker[32]
- Oskar I. (1799–1859), König von Schweden und Norwegen[32]
- Oskar II. (1829–1907), König von Schweden und Norwegen[32]
- Carl von Ossietzky (1889–1938), deutscher Journalist, Schriftsteller und Friedensnobelpreisträger[8]
- Wilhelm Ostwald (1853–1932), balten-deutscher Chemiker und Nobelpreisträger[1]
- James Otis Jr. (1725–1783), US-amerikanischer Jurist, Politiker und Unabhängigkeitskämpfer[8]

### P
- Charles Paddock (1900–1943), US-amerikanischer Leichtathlet[32]
- José Antonio Páez (1790–1873), Präsident von Venezuela[32]
- Earle Page (1880–1961), Premierminister von Australien[29]
- Robert Treat Paine (1731–1814), US-amerikanischer Jurist und Politiker, einer der Gründerväter der Vereinigten Staaten[32]
- Thomas Paine (1737–1809), US-amerikanischer Schriftsteller und Erfinder, einer der Gründerväter der Vereinigten Staaten[32]
- Tomás Estrada Palma (1835–1908), erster Präsident von Kuba[32]
- Arnold Palmer (1929–2016), US-amerikanischer Profigolfer[4]
- Pasquale Paoli (1725–1807), korsischer Revolutionär und Widerstandskämpfer[32]
- Ismail Pascha (1830–1895), Khedive von Ägypten[32]
- Charles Willson Peale (1741–1827), US-amerikanischer Porträt- und Landschaftsmaler[32]
- Robert Edwin Peary (1856–1920), US-amerikanischer Ingenieur und Polarforscher[32]
- Nilo Peçanha (1867–1924), Präsident von Brasilien[32]
- Carlos Pellegrini (1846–1906), Präsident von Argentinien[32]
- John Penn (1741–1788), britisch-US-amerikanischer Jurist und Politiker, einer der Gründerväter der USA[32]
- J. C. Penney (1875–1971), US-amerikanischer Unternehmer, Gründer von J. C. Penney[4]
- Jacob Perkins (1766–1849), US-amerikanischer Maschinenbauer und Erfinder[22]
- Matthew Calbraith Perry (1794–1858), US-amerikanischer Seeoffizier[32]
- John J. Pershing (1860–1948), US-amerikanischer Militär[1]
- Petar II. Petrović-Njegoš (1813–1851), Fürstbischof von Montenegro[5]
- Peter I. (1844–1921), König der Serben[5]
- Peter I. (1798–1834), Kaiser von Brasilien[55]
- Philip, Duke of Edinburgh (1921–2021), Prinzgemahl von Elisabeth II., Königin des Vereinigten Königreichs[24]
- George Edward Pickett (1825–1875), Generalmajor in der Armee der Konföderierten Staaten von Amerika[32]
- Willem Pijper (1896–1947), niederländischer Komponist und Musikkritiker[32]
- Albert Pike (1809–1891), US-amerikanischer Rechtsanwalt[1]
- Scottie Pippen (* 1965), US-amerikanischer Basketballspieler[4]
- Ignaz Pleyel (1757–1831), österreichischer Komponist, Klavierbauer und Musikverleger[32]
- Joel Roberts Poinsett (1779–1851), US-amerikanischer Politiker, Arzt und Botaniker, US-Kriegsminister[32]
- James K. Polk (1795–1849), Präsident der Vereinigten Staaten[1]
- Józef Antoni Poniatowski (1763–1813), polnischer General, Marschall von Frankreich[32]
- Emilio Portes Gil (1891–1978), Präsident von Mexiko[9]
- Roscoe Pound (1870–1964), US-amerikanischer Botaniker, Jurist und Hochschullehrer[1]
- Ludwig Preller (1809–1861), deutscher Klassischer Philologe[8]
- Sterling Price (1809–1867), US-amerikanischer Politiker und General der Konföderierten[32]
- Pierre-Joseph Proudhon (1809–1865), französischer Ökonom und Frühsozialist[13]
- Richard Pryor (1940–2005), US-amerikanischer Schauspieler[1]
- Kazimierz Pułaski (1748–1779), polnischer Adliger, Politiker und Soldat; Anführer der Konföderation von Bar und General im Amerikanischen Unabhängigkeitskrieg[32]
- Alexander Puschkin (1799–1837), russischer Dichter[6]

### Q
- Manuel Quezon (1878–1944), Präsident der Philippinen[9]
- Salvatore Quasimodo (1901–1968), italienischer Dichter, Nobelpreisträger für Literatur[8]

### R
- John Rae (1813–1893), schottischer Arktisforscher und Arzt[9]
- George Read (1733–1798), britisch-US-amerikanischer Rechtsanwalt und Staatsmann, einer der Gründerväter der USA[9]
- Stamford Raffles (1781–1826), britischer Forscher und Gründer von Singapur[1]
- Alf Ramsey (1920–1999), englischer Fußballspieler[24]
- Andrew Michael Ramsay (1686–1743), schottischer Schriftsteller[13]
- Peyton Randolph (1721–1775), erster Präsident des Kontinentalkongresses
- George Reid (1845–1918), Premierminister von Australien[29]
- Paul Revere (1735–1818), US-amerikanischer Freiheitskämpfer[1]
- Theodor Reuß (1855–1923), Opernsänger, Journalist und Okkultist[1]
- Cecil Rhodes (1853–1902), britischer Imperialist, Gründer von Rhodesien[1]
- Charles Richet (1850–1935), französischer Mediziner und Nobelpreisträger[13]
- Edward Vernon Rickenbacker (1890–1973), US-amerikanischer Jagdflieger im Ersten Weltkrieg[8]
- Friedrich Adolf Riedesel (1738–1800), hessischer General im Amerikanischen Unabhängigkeitskrieg[9]
- Gabriel Riesser (1806–1863), preußischer Rechtsanwalt und Politiker in der Frankfurter Nationalversammlung[8]
- Sidney Rigdon (1793–1876), US-amerikanischer Geistlicher und Persönlichkeit des Mormonentums[9]
- Ringling-Brüder, US-amerikanische Zirkusunternehmer[14]
- José Rizal (1861–1896), philippinischer Schriftsteller, Arzt und Unabhängigkeitskämpfer[1]
- Sugar Ray Robinson (1921–1989), US-amerikanischer Boxer[8]
- Will Rogers (1879–1935), US-amerikanischer Komiker und Entertainer[12]
- Franklin D. Roosevelt (1882–1945), Präsident der Vereinigten Staaten[4]
- Theodore Roosevelt (1858–1919), Präsident der Vereinigten Staaten[4]
- Theodore Roosevelt junior (1887–1944), US-amerikanischer Geschäftsmann, Autor, Abenteurer, Reisender, Staatsbeamter, Politiker und Armeeoffizier[9]
- Claude Joseph Rouget de Lisle (1760–1836), französischer Komponist, Dichter und Offizier[1]
- Nathan Mayer Rothschild (1777–1836), deutsch-britischer Bankier[1]
- Jakob Rothschild (1792–1868), französischer Bankier[1]
- Manuel Roxas (1892–1948), Präsident der Philippinen[9]
- Pascual Ortiz Rubio (1877–1963), Präsident von Mexiko[9]
- John Rutledge (1739–1800), US-amerikanischer Politiker und Jurist, Chief Justice of the United States

### S
- Leopold von Sacher-Masoch (1835–1895), österreichischer Schriftsteller[13]
- Práxedes Mateo Sagasta (1825–1903), Ministerpräsident von Spanien[56]
- Haym Salomon (1740–1785), Finanzier der Amerikanischen Revolution[57]
- Felix Salten (1869–1945), österreichisch-ungarischer Schriftsteller, Erfinder von Bambi[13]
- Augusto César Sandino (1895–1934), nicaraguanischer Guerillaführer und Revolutionär, Gründer der Sandinisten[58]
- Harland D. Sanders (1890–1980), US-amerikanischer Unternehmer, Gründer von Kentucky Fried Chicken[4]
- José de San Martín (1778–1850), südamerikanischer Unabhängigkeitskämpfer[9]
- Antonio López de Santa Anna (1795–1867), mexikanischer General und Präsident Mexikos[9]
- Francisco de Paula Santander (1792–1840), Präsident der Republik Neugranada[9]
- Domingo Faustino Sarmiento (1811–1888), Präsident von Argentinien[9]
- David Sarnoff (1891–1971), US-amerikanischer Unternehmer, Gründer der National Broadcasting Company (NBC)[8]
- Denis Sassou-Nguesso (* 1943), Präsident der Republik Kongo[17]
- Gerhard von Scharnhorst (1755–1813), preußischer General, Heeresreformer und Befreiungskämpfer
- Max von Schenkendorf (1783–1817), deutscher Dichter, Liedermacher und Soldat[9]
- Emanuel Schikaneder (1751–1812), österreichischer Schauspieler und Sänger
- Friedrich Schlegel (1778–1829), deutscher Kulturphilosoph, Kritiker, Literaturhistoriker und Übersetzer[9]
- Hjalmar Schacht (1877–1970), deutscher Politiker, Bankier, Minister und Reichsbankpräsident[8]
- Walter Schirra (1923–2007), US-amerikanischer Astronaut[19]
- Robert Falcon Scott (1868–1912), britischer Polarforscher
- Walter Scott (1771–1832), schottischer Autor und Dichter[1]
- William Nicholas Selig (1864–1948), US-amerikanischer Filmproduzent und Pionier der US-Filmindustrie[9]
- Peter Sellers (1925–1980), britischer Schauspieler[24]
- Ernest Shackleton (1874–1922), britischer Polarforscher[24]
- Jean Sibelius (1865–1957), finnischer Komponist[1]
- Luís Alves de Lima e Silva (1803–1880), Premierminister Brasiliens[2]
- Fred Sinowatz (1929–2008), österreichischer Politiker und Historiker, Bundeskanzler der Republik Österreich[13]
- John Stafford Smith (1750–1836), englischer Komponist[8]
- Joseph Smith (1805–1844), US-amerikanischer Gründer des Mormonentums[59]
- John W. Snyder (1895–1985), US-amerikanischer Politiker und Finanzminister[9]
- Anastasio Somoza García (1896–1956), Präsident von Nicaragua[9]
- John Philip Sousa (1854–1932), US-amerikanischer Komponist[9]
- John Spencer-Churchill (1822–1883), britischer Peer und Politiker, Vater von Winston Churchill[60]
- Axel Springer (1912–1985), deutscher Verleger, Gründer des Axel Springer Verlags[61]
- Philip Stanhope (1694–1773), britischer Diplomat und Schriftsteller[1]
- Stanislaus II. August Poniatowski (1732–1798), König von Polen und Großfürst von Litauen[2]
- Tom Stafford (1930–2024), US-amerikanischer Astronaut[19]
- Leland Stanford (1824–1893), US-amerikanischer Unternehmer, Politiker und Begründer der Stanford University[8]
- Johann August von Starck (1741–1816), deutscher Schriftsteller und Theologe[9]
- Milan Rastislav Štefánik (1880–1919), slowakischer Politiker, einer der Gründerväter der Tschechoslowakei
- Heinrich Friedrich Karl vom und zum Stein (1757–1831), deutscher Staatsmann und Reformer[13]
- Jock Stein (1922–1985), schottischer Fußballspieler und -trainer
- John Steinbeck (1902–1968), US-amerikanischer Autor[1]
- Heinrich von Stephan (1831–1897), Generalpostdirektor des Deutschen Reichs[9]
- Gustav Stresemann (1878–1929), Reichskanzler und Außenminister in der Weimarer Republik[8]
- Friedrich Wilhelm von Steuben (1730–1794), preußischer Offizier und US-amerikanischer General[9]
- Adlai E. Stevenson (1835–1914), Vizepräsident der Vereinigten Staaten[9]
- Andrew Taylor Still (1828–1917), US-amerikanischer Mediziner und Begründer der Osteopathie[9]
- Philipp von Stosch (1691–1757), deutscher Diplomat, Antiquar, Numismatiker und Gemmenforscher
- Richard Stockton (1730–1781), britisch-US-amerikanischer Jurist, einer der Gründerväter der USA[9]
- George Stoneman (1822–1894), US-amerikanischer Offizier während des Sezessionskriegs und Gouverneur von Kalifornien[9]
- Charles Edward Stuart (1720–1788), britischer Thronanwärter[9]
- William Stukeley (1687–1765), englischer Antiquar[9]
- Dimitrie Alexandru Sturdza (1833–1914), Premierminister von Rumänien
- Antonio José de Sucre (1795–1830), südamerikanischer Freiheitskämpfer[9]
- Arthur Sullivan (1842–1900), englischer Komponist, Musikwissenschaftler, Organist und Dirigent[9]
- Charles P. Summerall (1867–1955), US-amerikanischer General, Chief of Staff of the Army
- Sun Yat-sen (1868–1925), chinesischer Revolutionsführer und Präsident der Republik China[8]
- Alexander Suworow (1729–1800), russischer Feldherr[13]
- Jonathan Swift (1667–1745), englisch-irischer Schriftsteller und Satiriker

### T
- Hayashi Tadasu (1850–1913), japanischer Außenminister[2]
- Rabindranath Tagore (1861–1941), indischer Dichter und Philosoph, Literaturnobelpreisträger[62]
- Mehmed Talât Pascha (1874–1921), Innenminister und Großwesir des Osmanischen Reichs sowie Führer der Jungtürken[23]
- Charles-Maurice de Talleyrand-Périgord (1754–1838), französischer Diplomat, prägte den Wiener Kongress[13]
- Alphonso Taft (1810–1891), US-amerikanischer Politiker und Diplomat[9]
- Charles Phelps Taft (1843–1929), US-amerikanischer Politiker[9]
- William Howard Taft (1857–1930), Präsident der Vereinigten Staaten[1]
- Jehangir Ratanji Dadabhoy Tata (1904–1993), indischer Geschäftsmann[63]
- Henry Moore Teller (1830–1914), US-amerikanischer Politiker und Innenminister[9]
- Jacob Thompson (1810–1885), US-amerikanischer Politiker und Innenminister[9]
- James Thomson (1700–1748), schottischer Schriftsteller[9]
- James Thornhill (1675–1734), britischer Maler[9]
- Matthew Thornton (1714–1803), irisch-britisch-US-amerikanischer Arzt, Jurist, einer der Gründerväter der Vereinigten Staaten[9]
- Bertel Thorvaldsen (1770–1844), dänischer Bildhauer[8]
- Alfred von Tirpitz (1849–1930), deutscher Großadmiral und Politiker[1]
- Nicolae Titulescu (1882–1941), rumänischer Diplomat, Präsident der Generalversammlung des Völkerbundes[7]
- Daniel D. Tompkins (1774–1825), Vizepräsident der Vereinigten Staaten
- Robert Augustus Toombs (1810–1885), US-amerikanischer Politiker, General und Außenminister der Konföderierten[9]
- Anthony Trollope (1815–1882), englischer Schriftsteller[9]
- Rafael Trujillo (1891–1961), Diktator der Dominikanischen Republik[9]
- Harry S. Truman (1884–1972),  Präsident der Vereinigten Staaten[4]
- Kurt Tucholsky (1890–1935), deutscher Schriftsteller[6]
- Oscar Tschirky (1866–1950), Schweizer Hotelier[9]
- William Tubman (1895–1971), Präsident von Liberia[17]
- Mark Twain (1835–1910), US-amerikanischer Schriftsteller[4]

### U
- Heinrich Unverricht (1853–1912), deutscher Mediziner
- Rafael Urdaneta (1788–1845), Präsident von Großkolumbien
- Justo José de Urquiza (1800–1870), Präsident von Argentinien

### V
- Alexandru Vaida-Voevod (1872–1950), Premierminister von Rumänien
- Willis Van Devanter (1859–1941), US-amerikanischer Politiker und Richter am Obersten Gerichtshof der Vereinigten Staaten[9]
- Stephen Van Rensselaer III. (1764–1839), US-amerikanischer Politiker, General und Philanthrop[9]
- Ludwig Alexander Veitmeyer (1820–1899), deutscher Ingenieur[8]
- Rigas Velestinlis (1757–1798), griechischer Schriftsteller und Revolutionär
- Johannes Maria Verweyen (1883–1945), deutscher Philosoph und Komponist[8]
- Henri Vieuxtemps (1820–1881), belgischer Violinist und Komponist[8]
- Vivekananda (1863–1902), indischer hinduistischer Mönch und Gelehrter[4]
- Theodor Vogel (1901–1977), deutscher Unternehmer und Schriftsteller[9]
- Voltaire (1694–1778), französischer Philosoph[1]
- Johann Heinrich Voß (1751 – 1822), deutscher Dichter[8]

### W
- Wilhelm Wachsmuth (1784–1866), deutscher Historiker und Hochschullehrer[8]
- Robert Wadlow (1918–1940), US-amerikanischer Mann; größter nachgewiesener Mensch der Geschichte[9]
- Jonathan M. Wainwright (1883–1953), US-amerikanischer General[9]
- Arthur Edward Waite (1857–1942), US-amerikanischer Okkultist[9]
- Rick Wakeman (* 1949), britischer Musiker[1]
- Henry A. Wallace (1888–1965), Vizepräsident der Vereinigten Staaten[9]
- Henry C. Wallace (1866–1924),  US-amerikanischer Hochschullehrer, Verleger sowie Landwirtschaftsminister der Vereinigten Staaten[9]
- Lew Wallace (1854–1900), US-amerikanischer Militär, Politiker und Schriftsteller[1]
- George Walton (1750–1804), britisch-amerikanischer Jurist und Politiker, einer der Gründerväter der Vereinigten Staaten
- Warner-Brüder, Gründer von Warner Bros. Entertainment[8]
- Charles Warren (1840–1927), britischer Archäologe, General und Chef der Londoner Polizei[1]
- Earl Warren (1891–1974), US-amerikanischer Jurist und Politiker, Gouverneur von Kalifornien und Chief Justice of the United States[64]
- Joseph Warren (1741–1775), erster amerikanischer Soldat, der im Amerikanischen Unabhängigkeitskrieg starb[9]
- Booker T. Washington (1856–1915), US-amerikanischer Pädagoge, Sozialreformer und Bürgerrechtler[4]
- George Washington (1732–1799), erster Präsident der Vereinigten Staaten[6]
- James Watt (1736–1819), schottischer Erfinder der Dampfmaschine
- Thomas J. Watson (1874–1956), US-amerikanischer Unternehmer und Leiter von IBM[8]
- John Wayne (1907–1979), US-amerikanischer Schauspieler[6]
- James Edwin Webb (1902–1992), US-amerikanischer Raumfahrtfunktionär, Administrator der NASA[19]
- Georg Weifert (1850–1937), serbischer Industrieller und Nationalbankpräsident
- Adam Weishaupt (1748–1830), deutscher Autor, Hochschullehrer und Philosoph, Gründer des Illuminatenordens[65]
- Arthur Wellesley (1769–1852), britischer Militärführer und Premierminister[1]
- Christoph Martin Wieland (1733–1813), deutscher Dichter und Übersetzer[8]
- Oscar Wilde (1854–1900), irischer Schriftsteller[4]
- Billy Wilder (1906–2002), US-amerikanischer Drehbuchautor, Regisseur und Filmproduzent[12]
- William Augustus, Duke of Cumberland (1721–1765), britischer Heerführer[2]
- Wilhelm I. (1797–1888), König von Preußen und Deutscher Kaiser[8]
- Wilhelm II. (1792–1849), König der Niederlande, Großherzog von Luxemburg und Herzog von Limburg[9]
- Wilhelm IV. (1765–1834), König des Vereinigten Königreichs Großbritannien und Irland und König von Hannover
- John Wilkes (1727–1797), britischer Politiker, Journalist und Schriftsteller[9]
- Oswald Wirth (1860–1943), französischer Schriftsteller[13]
- Christopher Wren (1632–1723), britischer Astronom und Architekt
- Oliver Wolcott (1760–1833), einer der Gründervater der Vereinigten Staaten und Gouverneur von Connecticut[9]
- Friedrich August Wolf (1759–1824), deutscher Altphilologe und Altertumswissenschaftler[9]
- August Wolfstieg (1859–1922), deutscher Bibliothekar[9]
- Garnet Wolseley (1833–1913), britischer Feldmarschall und Oberbefehlshaber der britischen Armee[9]
- William Robert Woodman (1828–1891), englischer Arzt und Mitbegründer des Hermetic Order of the Golden Dawn[1]
- Steve Wozniak (* 1950), US-amerikanischer Computerpionier und Unternehmer, Mitbegründer von Apple[1]
- William Wyler (1902–1981), Schweizerisch-US-amerikanischer Filmregisseur und Produzent, dreifacher Oscargewinner[66]
- Ed Wynn (1886–1966), US-amerikanischer Film- und Theaterschauspieler sowie Komiker[1]

### X
- Emanuel Xanthos (1833–1913), griechischer Freiheitskämpfer, Mitgründer der Filiki Eteria[8]

### Y
- John Yarker (1833–1913), englischer Schriftsteller und Esoteriker[1]
- Brigham Young (1805–1877), Führer und Prophet der Mormonen[13]
- Cy Young (1867–1955), Baseballspieler
- Alan Young (1919–2016), britischer Schauspieler[1]

### Z
- Saad Zaghlul (1860–1927), Premierminister Ägyptens und Führer der der nationalistischen Wafd-Partei[9]
- Giuseppe Zanardelli (1826–1903), Premierminister Italiens[9]
- Darryl F. Zanuck (1902–1979), US-amerikanischer Filmproduzent, Autor und Regisseur[8]
- William Ziegler (1843–1905), US-amerikanischer Industrieller[9]
- Helmut Zilk (1927–2008), Bürgermeister von Wien[6]
- Johann Wilhelm Kellner von Zinnendorf (1731–1782), preußischer Arzt, Gründer der Großen Landesloge der Freimaurer von Deutschland[8]
- Heinrich Zschokke (1771–1848), deutsch-schweizerischer Schriftsteller, Pädagoge und Politiker[13]

## Angebliche Freimaurer
Einige Personen wurden als Freimaurer bezeichnet, ohne das eine Mitgliedschaft dokumentiert oder ausreichend belegt wurde:
- Aga Khan III. (1877–1957), Oberhaupt der Nizariten[1]
- Louis Armstrong (1901–1971), US-amerikanischer Jazzmusiker[1]
- Francis Bacon (1561–1626), englischer Philosoph, Staatsmann und Naturwissenschaftler[1]
- Art Bell (1945–2018), US-amerikanischer Autor, Radiomoderator und Verschwörungstheoretiker[1]
- Robert Baden-Powell (1857–1941), britischer Kavallerie-Offizier und Gründer der Pfadfinderbewegung[1]
- Ludwig van Beethoven (1770–1827), deutscher Komponist[1]
- Ambrose Bierce (1842–1914), US-amerikanischer Schriftsteller und Journalist[1]
- William Branham (1909–1965), US-amerikanischer Prediger und Geistheiler[1]
- George H. W. Bush (1924–2018), CIA-Direktor und Präsident der Vereinigten Staaten[1]
- Henry Cavendish (1731–1810), britischer Naturwissenschaftler[67]
- Dick Cheney (* 1941), Vizepräsident der Vereinigten Staaten[1]
- James Cook (1728–1779), britischer Seefahrer, Kartograf und Entdecker[1]
- Walt Disney (1901–1966), Gründer der Walt Disney Company[1]
- Friedrich Engels (1820–1895), deutscher Philosoph, Soziologe und Ökonom[1]
- Millard Fillmore (1800–1874), Präsident der Vereinigten Staaten[1]
- Friz Freleng (1906–1995), US-amerikanischer Cartoonist und Filmproduzent[1]
- Billy Graham (1918–2018), US-amerikanischer Pastor und Evangelist[1]
- L. Ron Hubbard (1911–1986), US-amerikanischer Autor und Gründer von Scientology[1]
- Thomas Jefferson (1743–1826), Präsident der Vereinigten Staaten[26]
- Tadeusz Kościuszko (1746–1817), polnisch-US-amerikanischer General und Anführer des Kościuszko-Aufstands[32]
- Abraham Lincoln (1809–1865), Präsident der Vereinigten Staaten[1]
- Karl Marx (1818–1883), deutscher Philosoph, Ökonom und Journalist[1]
- Louis Mountbatten (1900–1979), britischer Admiral und Staatsmann[1]
- Carroll O’Connor (1924–2001), US-amerikanischer Schauspieler[1]
- John Pemberton (1831–1888), US-amerikanischer Drogist und der Erfinder von Coca-Cola[1]
- Augusto Pinochet (1915–2006), Diktator von Chile[1]
- Jitzchak Rabin (1922–1995), Premierminister von Israel[1]
- Honoré Gabriel de Riqueti, comte de Mirabeau (1749–1791), französischer Revolutionär[32]
- Charles Taze Russell (1852–1916), amerikanischer Verleger, Herausgeber und Autor, Gründer der Wachtturm-Gesellschaft[1]
- Marquis de Sade (1740–1814), französischer Adliger und Autor, prägte den Begriff Sadismus[13]
- Adolphe Sax (1814–1894), Erfinder des Saxophons[1]
- Josef Stalin (1878–1953), Diktator der Sowjetunion[1]
- Richard Steele (1672–1729), irischer Schriftsteller[1]
- Bram Stoker (1847–1912), irischer Schriftsteller[1]
- Emanuel Swedenborg (1688–1772), schwedischer Wissenschaftler, Mystiker und Theologe[1]
- Josip Broz Tito (1892–1980), Staatspräsident der Sozialistischen Föderativen Republik Jugoslawien[1]
- Richard Wagner (1813–1883), deutscher Komponist, Dramatiker, Philosoph, Dichter, Schriftsteller, Theaterregisseur und Dirigent[1]
- Theobald Wolfe Tone (1763–1798), irischer Unabhängigkeitskämpfer[1]
- John Wesley (1703–1791), englischer Erweckungsprediger und einer der Begründer des Methodismus[1]
- H. G. Wells (1866–1946), englischer Schriftsteller[1]
- Ludwik Lejzer Zamenhof (1859–1917), Begründer der Kunstsprache Esperanto[1]